# Corrano
Corrano (korziško Currà) je naselje in občina v francoskem departmaju Corse-du-Sud regije - otoka Korzika. Leta 2011 je naselje imelo 85 prebivalcev.

## Geografija
Kraj leži v osrednjem delu otoka Korzike znotraj naravnega regijskega parka Korzike, 48 km vzhodno od središča Ajaccia.

## Uprava
Občina Corrano skupaj s sosednjimi občinami Ciamannacce, Cozzano, Guitera-les-Bains, Palneca, Sampolo, Tasso, Zévaco in Zicavo sestavlja kanton Zicavo s sedežem v istoimenskem kraju. Kanton je sestavni del okrožja Ajaccio.